# Symphonie no 95 de Joseph Haydn
La Symphonie no 95 en ut mineur Hob. I: 95 est une symphonie du compositeur autrichien par Joseph Haydn, qui a été composée en 1791. Elle est la seule symphonie en mineur des douze symphonies dites « londoniennes ». C'est aussi la seule ne comportant pas d'introduction lente.

## Contexte
La date de création n'est pas précise. Selon Marc Vignal, la symphonie fut jouée la première fois à Londres le 19 mai 1791.

## Instrumentation
| Instrumentation de la 95e symphonie                                  |
| Cordes                                                               |
| premiers violons, seconds violons, altos, violoncelles, contrebasses |
| Bois                                                                 |
| 1 flûte, 2 hautbois, 2 bassons                                       |
| Cuivres                                                              |
| 2 cors, un en mi b et un en ut, 2 trompettes en ut                   |
| Percussions                                                          |
| timbales                                                             |
| Clavier                                                              |
| clavecin                                                             |

Lors de la création Joseph Haydn dirige l'orchestre au pianoforte.

## Analyse de l'œuvre
La forme de cette symphonie est celle de la symphonie classique en quatre mouvements.

### Allegro moderato
L'Allegro moderato, à , en ut mineur est de forme sonate et se termine sur une coda en ut majeur.

### Andante
L'Andante cantabile, en mi♭majeur, à 
 comprend un thème suivi de trois variations.

### Menuet
Le Menuet, à 
, retrouve la tonalité d'ut mineur, mais le trio est en ut majeur. Ce dernier est confié à un solo de violoncelle simplement accompagné par les cordes en pizzicatos.

### Vivace
Pour ce dernier mouvement noté Vivace, à , en ut majeur, Haydn a choisi une forme nouvelle entre la sonate et le rondo. Comme dans le rondo, le premier thème revient à plusieurs reprises. Cependant, Haydn le développe différemment à chaque fois.

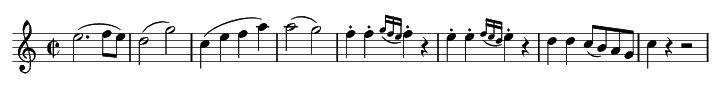
Thème introduisant le 4e mouvement

- Durée de l'interprétation : environ 20 minutes